# Mystriosaurus
Engyommasaurus, Macrospondylus
Genre
Synonymes
- Engyommasaurus Kaup 1834,
- Macrospondylus Meyer 1830

Espèces de rang inférieur
- † M. bollensis Cuvier 1824 (Jaeger, 1828) (espèce type)

Mystriosaurus est un genre éteint de Crocodyliformes de la famille des Teleosauridae qui vivait au Jurassique inférieur (Toarcien). 
Des spécimens fossilisés ont été trouvés en Angleterre, France, Allemagne et au Luxembourg.

## Espèces
Selon Paleobiology Database, en 2022, le genre Mystriosaurus a deux espèces  :
- †Macrospondylus bollensis Cuvier 1824

- †Mystriosaurus laurillardi Kaup 1837 [1]

## Taxonomie

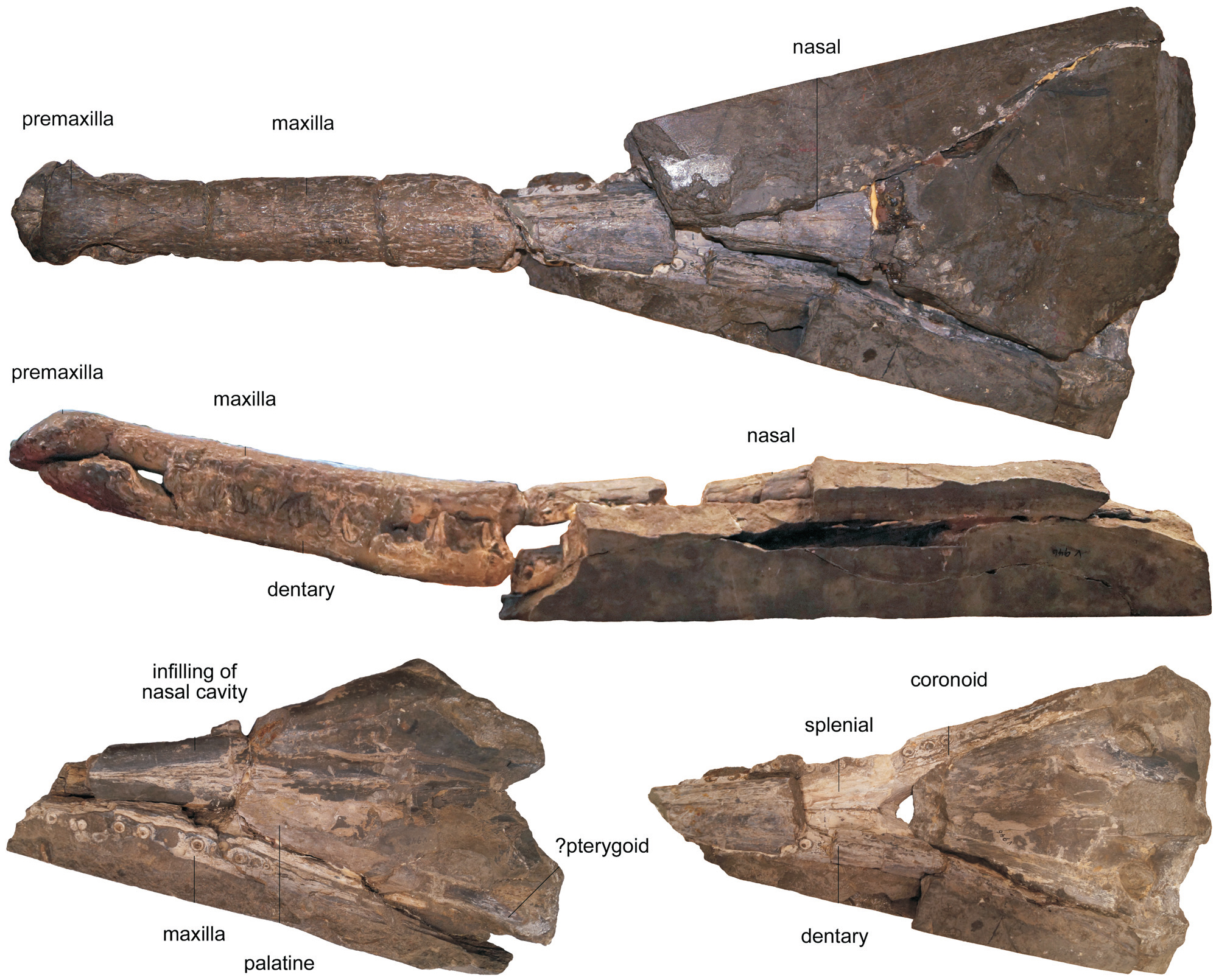
Mystriosaurus laurillardi holotype.

L'espèce type de Macrospondylus, M. bollensis, a été initialement nommée Crocodilus bollensis par George Jaeger en 1828. Deux ans plus tard, le paléontologue allemand Hermann von Meyer a érigé le genre Macrospondylus pour C. bollensis,. Plusieurs auteurs (par exemple Lydekker 1888; Westphal 1961; Steel 1973) ont traité Macrospondylus comme un synonyme plus récent de Steneosaurus. Cependant, une thèse de doctorat non publiée de Johnson (2019) trouve que Macrospondylus est plus basal que Machimosaurus ou tout autre téléosauroïde attribué à Steneosaurus,,,,.